# أنتوني ديفيز (لاعب سنوكر)
أنتوني ديفيز (بالإنجليزية: Anthony Davies)‏ هو لاعب سنوكر بريطاني، ولد في 6 ديسمبر 1969 في كارديف في المملكة المتحدة.

## روابط خارجية
- أنتوني ديفيز على موقع CueTracker.net (الإنجليزية)